# Epopterus partitus
Epopterus partitus es una especie de coleóptero de la familia Endomychidae.

## Subespecies
- Epopterus partitus maculosus Gorham, 1890
- Epopterus partitus partitus Gerstäcker, 1858

= Epopterus partitus differens Pic, 1931

## Distribución geográfica
Habita en México, Belice, Guatemala, Nicaragua, Costa Rica y Panamá.